# 영국남미항공
영국남미항공(영어: British South American Airways)은 1946년에 영국해외항공에서 떨어져 나온 항공사로 아브로 튜더와 아브로 랭카스터리안을 주로 사용했으며 드 하빌랜드 DH 106 커미트 도입 검토중에 1949년에 다시 영국해외항공에 재합병되었다.

## 같이 보기
- 영국의 없어진 항공사 목록